# Giuseppe Govone
Giuseppe Gaetano Maria Govone (Isola d'Asti, 19 novembre 1825 – Alba, 26 gennaio 1872) è stato un generale, politico e agente segreto italiano.
Fu uno dei più brillanti ufficiali dell’Esercito piemontese prima e poi di quello italiano. Protagonista di una rapida carriera militare che lo vide generale a 35 anni, percorse tutte le vicende del Risorgimento, partecipando alla guerra di Crimea, alle tre guerre d’indipendenza e alla lotta al Brigantaggio.
Durante la guerra di Crimea fu osservatore militare del Regno di Sardegna presso gli eserciti turco, francese e inglese. Prima e durante l’intervento piemontese partecipò a numerose battaglie e alla carica della cavalleria britannica a Balaklava. Nel corso della terza guerra d’indipendenza si distinse nella battaglia di Custoza come comandante della divisione che tenne la località fino all’ultimo assalto di preponderanti forze nemiche.
Govone si distinse anche in campo diplomatico, in particolar modo in occasione dell’alleanza italo-prussiana, e nel campo dello spionaggio come fondatore del Servizio Segreto Militare Piemontese. 
Divenuto ministro della guerra nel 1869, fu osteggiato per la sua politica di tagli alle risorse destinate all’esercito e fu oggetto di pesanti attacchi da parte soprattutto di Enrico Cialdini. Abbandonato anche da re Vittorio Emanuele II, non resse alla tensione emotiva che proruppe in uno stato di disordine mentale che lo portò alla follia. Morì probabilmente suicida a 46 anni.

## Biografia

### La famiglia e la giovinezza (fino al 1848)
Giuseppe Gaetano Maria dei conti Govone nacque da una famiglia di piccola ma antica nobiltà che appare nelle cronache dell’XI secolo con i signori di Govone Rodolfo, visconte d’Asti, e il figlio Uberto. Nella prima metà del XVIII secolo si rintraccia Giorgio Govone che fu consigliere e Segretario di Stato e delle Finanze di Vittorio Amedeo II di Savoia; segue il bisnonno di Giuseppe, Gasparo Giuseppe, che sposò una ricca ereditiera e il nonno Vincenzo, Capitano e Cavaliere dei S.S. Maurizio e Lazzaro.
Giuseppe nacque quindi a Isola d'Asti il 19 novembre 1825 secondo figlio di Ercole (1797-1855) avvocato e futuro sindaco di Alba e Francesca Mussi (1806-1848). Oltre a Giuseppe i coniugi ebbero sette maschi e una femmina: Vincenzo (1824-1907), Felice (1827-1845), Angelo (1828-1886), Giulio Secondo (1829-1867) pluridecorato nella seconda guerra d'indipendenza e morto di colera al comando del fratello Giuseppe in Sicilia, Cesare (1832-1870), Giovanni Luigi (1835-1911) generale, Francesco (1838-1859) caduto in una carica di cavalleria nella battaglia di Montebello, e Teresa (-1906).
Il piccolo Giuseppe, così come di consuetudine, come secondo genito, venne indirizzato alla carriera militare entrando il 16 marzo 1836, a neppure undici anni di età, nell’Accademia Reale di Torino. Il 12 settembre 1843 venne nominato cadetto e, dimostrando una certa predisposizione e buona volontà, il 27 agosto dell’anno successivo sottotenente in ferma per apprendere le “Armi dotte” (ovvero il Genio e l’Artiglieria). Destinato a ottimi risultati, il 28 dicembre 1845 fu nominato tenente, prima in sovrannumero e dopo due anni come effettivo, del Corpo di Stato Maggiore. Nello stesso periodo entrò in un Corpo operativo dell’Esercito piemontese: la 6ª Divisione del duca di Genova, secondogenito di re Carlo Alberto di Savoia. Giuseppe fu assegnato alle dipendenze del colonnello Alfonso La Marmora, la cui conoscenza segnerà profondamente la carriera militare del giovane.

### La prima guerra d’indipendenza (1848-1849)
Alla vigilia dello scoppio della guerra con l’Impero austriaco, il giovane Giuseppe Govone coltivava idee liberali e democratiche avendo contatti con la redazione del giornale La Concordia del deputato di Sinistra Lorenzo Valerio, che evidentemente preferiva al più moderato Risorgimento di Cesare Balbo e Camillo di Cavour.
Dopo le Cinque giornate di Milano, all’apertura delle ostilità, il 23 marzo 1848, Govone si trovava in una delle poche unità pronte a muoversi, nella Brigata “Piemonte” comandata dal generale Michele Bes, facente parte del 2º Corpo d’armata del generale Ettore De Sonnaz. Partita all’avanguardia, la brigata passò il Ticino a Boffalora e dopo essere entrata a Milano che era nelle mani degli insorti, si diresse verso Brescia, che fu raggiunta il 31 marzo. Quello stesso giorno il capo delle truppe austriache, il generale Josef Radetzky si ritirava nella fortezza di Peschiera e due giorni dopo era a Verona. L'8 aprile il grosso delle sue truppe era disposto nel Quadrilatero presso Villafranca. L'esercito piemontese, intanto, si era schierato lungo la sponda destra del Mincio.
Percorrendo l’itinerario Brescia, Castenedolo, Montichiari, Castiglione delle Stiviere, Guidizzolo, con le sue forze Bes giunse a Peschiera e il 10 aprile inviò Govone presso il comandante della guarnigione austriaca per intimargli la resa. Il vecchio generale Joseph von Rath (1772-1852) rifiutò. Così, tre giorni dopo, iniziò un fiacco assedio, i cui tiri di artiglieria dovettero essere corretti su istruzioni di Bes da Govone. Per stringere maggiormente l’assedio, i piemontesi decisero di prendere Pastrengo, sulla sponda destra dell’Adige e il 30 aprile attaccarono il caposaldo austriaco. Nella battaglia che ne seguì la Brigata “Piemonte” che costituiva l’ala sinistra dello schieramento piemontese si batté contribuendo alla vittoria. Govone, quale componente dello Stato Maggiore della brigata, era sul campo; ma il successo non fu decisivo e si dovette attendere fino al 30 maggio per ottenere la resa di Peschiera.

Sulla conduzione della guerra, Giuseppe Govone espresse delle critiche su quello che sarà poi riconosciuto come uno dei punti deboli della compagine piemontese: la mancanza di unità di comando. In una lettera a un cugino del 28 maggio scriveva: 
(in Contaretti, p. 22)
La campagna militare non tardò a volgere al peggio e, nelle concitate fasi della battaglia di Custoza del 22-27 luglio, il generale De Sonnaz rifiutò dapprima di intervenire con il suo Corpo poiché le truppe erano stanche e poi fu costretto da Carlo Alberto a tentare inutilmente di riprendere Volta Mantovana che aveva abbandonato. Dopodiché non rimase al 2º Corpo di ripiegare su Cerlongo. Nella disfatta, Govone riuscì con vigore a non far sbandare gli uomini stanchi e demoralizzati e organizzare la ritirata, tanto da meritare l’elogio del generale Ardingo Trotti. Ciò che gli procurò la sua prima medaglia d’argento al valor militare e la promozione a capitano.
La nomina a capitano avvenne dopo l’armistizio Salasco quando Govone era tornato a far parte dello Stato Maggiore della 6ª Divisione, comandata ora da Alfonso La Marmora. Quest’ultimo, in attesa di riprendere le ostilità contro l’Austria, gli affidò, sul finire del 1848, il compito di mobilitare in Italia centrale una forza che avrebbe dovuto costituire una minaccia per l’Austria. Primo incarico assegnatogli come agente segreto. 
Govone partì per Livorno, ma la ripresa delle ostilità e la improvvisa sconfitta di Novara del 23 marzo 1849 fecero precipitare gli eventi che determinarono i moti repubblicani di Genova. La Marmora, la cui unità non aveva partecipato alla ripresa della campagna militare si trovò così a reprimere nel sangue i disordini, ma alcuni forti della cinta muraria furono presi da Govone senza colpo ferire. Le sole intimazioni produssero la resa del forte Belvedere, il cui comandante si arrese a Govone e a quattro bersaglieri, del forte Crocetta e, con un po’ più di difficoltà, del forte Tenaglia. Ma il grosso dei rivoltosi rifiutava di arrendersi e le forze di La Marmora e quelle di Govone dovettero penetrare nella città. Il 5 aprile le truppe di Govone presero le chiese di San Francesco e di San Rocco, in posizione strategica e, soprattutto, la polveriera del Lagazzo. Poco dopo i rivoltosi si arresero. L’esercito piemontese aveva perso nella repressione dei disordini 19 fra ufficiali e soldati e 179 erano stati i feriti. Per questi fatti, il 19 luglio, Govone fu insignito della seconda medaglia d’argento al valor militare.

### In missione per Alfonso La Marmora (1849-1852)
Appena insediatosi come ministro della guerra del governo d'Azeglio nel novembre del 1849, Alfonso La Marmora decise di affidare a Govone il compito di studiare da vicino le forze armate delle due potenze dell’Europa centrale: il Regno di Prussia e l’Impero austriaco. Lo scopo era quello di modernizzare la struttura e l’amministrazione dell’antiquato esercito piemontese. Affiancarono Govone nella missione Genova di Revel e Agostino Petitti di Roreto.
Benché sotto falso nome, Govone non ebbe successo a Vienna, poiché gli austriaci sospettavano di qualsiasi italiano che si interessasse di questioni militari. Maggiore successo, invece, riscosse a Berlino, dove l’atmosfera era più serena. A Berlino Govone acquisì e trasmise in patria informazioni sull’amministrazione militare prussiana, sulla sua organizzazione della leva e sui Corpi dell’artiglieria e del Genio. Nei suoi rapporti a La Marmora parlò anche della situazione di tensione con l’Austria sulla quale criticò l’atteggiamento pacifista della Prussia che, alla fine, con il Trattato di Olmütz del novembre 1850 dovette cedere alle richieste di Vienna.
Imparato bene il tedesco, nel marzo 1851, Govone lasciò Berlino per un giro di visite soprattutto alle fortificazioni tedesche: Francoforte, Colonia, Coblenza, Magonza, Strasburgo. Tornato a Torino, gli venne assegnato un incarico di insegnante alla scuola di topografia di Novara e altri più riservati e segreti per una missione a Venezia (all’epoca ancora austriaca), per una perlustrazione sul confine con il Lombardo-Veneto del Ticino, per lo studio di una divisione austriaca in Lombardia e per raccogliere a Milano informazioni su una recente insurrezione mazziniana.

### La guerra di Crimea (1853-1856)

#### Sul Danubio con i turchi

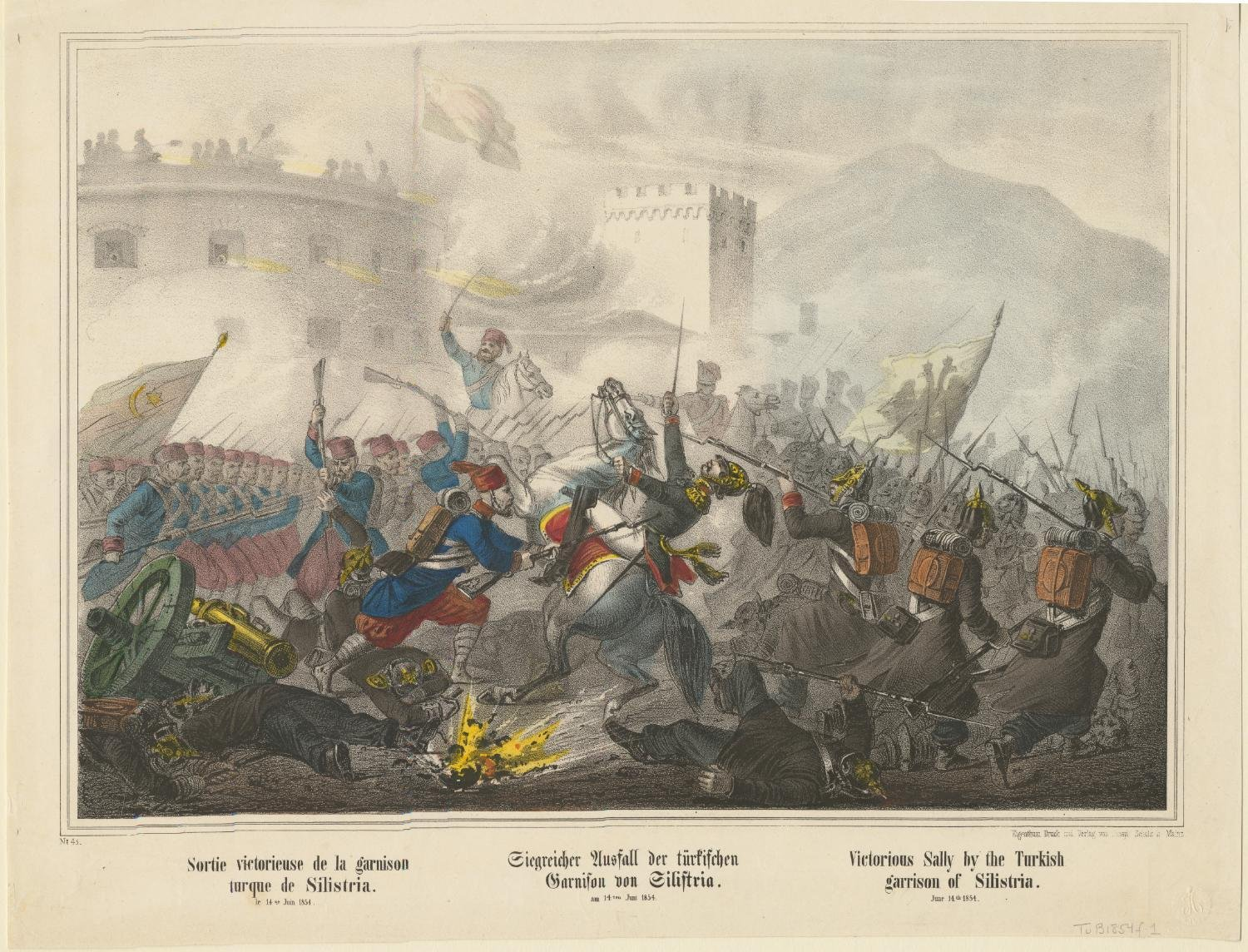
Durante la guerra di Crimea Govone partecipò alla difesa della città di Silistra. Nella stampa d’epoca: contrattacco turco sotto le mura della città.

Naturale prosecuzione dei suoi incarichi in Prussia, al volgere della crisi che contrapponeva l’Impero Ottomano a quello russo, Govone fu spedito da La Marmora quale osservatore presso l’esercito turco. Giuseppe partì da Genova il 10 luglio 1853 e giunse a Costantinopoli dodici giorni dopo. Gran Bretagna e Francia erano già politicamente schierate con la Turchia e Govone, prevedendo lo scoppio di quella che sarà ricordata come la guerra di Crimea, decise di raggiungere il Danubio, al di là del quale i russi ai primi di luglio erano provocatoriamente penetrati sia nella Moldavia che nella Valacchia. Giunto sulla sponda destra del fiume, Govone riferirà sullo schieramento delle truppe ottomane di Omar Pascià. 
Dopo l’apertura delle ostilità della Turchia, l'esercito ottomano (uno dei più antiquati d'Europa) occupò Calafat, sul Danubio, il 28 ottobre e si trincerò lungo il corso del fiume attendendo la reazione dei russi che, il 4 novembre, attaccarono senza successo Oltenița. A questo primo scontro ne seguirono altri in altre località, come Măcin e Giurgiu, dove i russi fallirono ancora il passaggio del fiume. Govone in questi frangenti percorse in lungo e in largo il fronte degli scontri spingendosi da oriente a occidente per circa 500 km. fino a Calafat e Vidin, l’una di fronte all’altra sulle due sponde del Danubio. Da qui il 31 dicembre inviò consigli ad agire a Omar Pascià che, distante e malato, il 6 gennaio prese i russi alla sprovvista attaccando Cetate, dietro Calafat.
Ma con l’inverno le ostilità si ridussero e solo nella primavera del 1854, dopo l’entrata in guerra di Gran Bretagna e Francia al fianco della Turchia, i russi rivelarono il loro obiettivo principale: la città di Silistra, sul tratto orientale del Danubio. A metà aprile cominciò l’assedio della città che in tre settimane fu completamente circondata. I russi concentrarono i loro sforzi sull’Arab-Tabia, un forte esterno alla cinta muraria. Ai primi di giugno i turchi resistevano ancora, ma era questione di giorni. In questo contesto, il 7 giugno, Govone entrò a Silistra, forte della richiesta di Omar Pascià di vigilare sulle sue fortificazioni. Il piemontese capì che la posizione si poteva rinforzare risparmiando anche soldati in guarnigione. Propose la sua soluzione al governatore di Silistra che la accettò. Il giorno dopo raggiunse egli stesso la posizione da fortificare e, sotto il fuoco nemico, tracciò e diede disposizioni per un’ora. Un ufficiale inglese lo criticò per essersi così esposto, e quella stessa sera 400 uomini degli altri forti si recarono sul posto per iniziare i lavori. Subito si susseguirono gli attacchi russi, ma i lavori continuarono e quando il corpo di spedizione anglo-francese arrivò a Varna l'assedio di Silistra era al culmine: i russi lanciavano un attacco dopo l'altro, ma senza successo e il 22 giugno tentarono l'assalto finale, invano. Lo stesso comandante Michail Gorčakov fu ferito nei combattimenti e il giorno dopo gli assedianti abbandonarono Silistra, iniziando la ritirata a nord del Danubio. Qualche mese dopo, l’esercito turco offrì al capitano Giuseppe Govone il grado di generale di brigata. Ma La Marmora gli sconsigliò di accettare e lui non accettò. 
Anche da parte piemontese arrivarono i riconoscimenti e il 9 ottobre 1854, Govone fu promosso maggiore nel 16º Reggimento di fanteria. Omar Pascià, intanto, gli offriva di fare da collegamento con gli ufficiali stranieri e anche in questo caso ottenne solo un cortese rifiuto: di fronte all’arrivo del contingente anglo-francese in Crimea, Govone voleva mantenere la sua libertà di azione.

#### In Crimea con gli Alleati

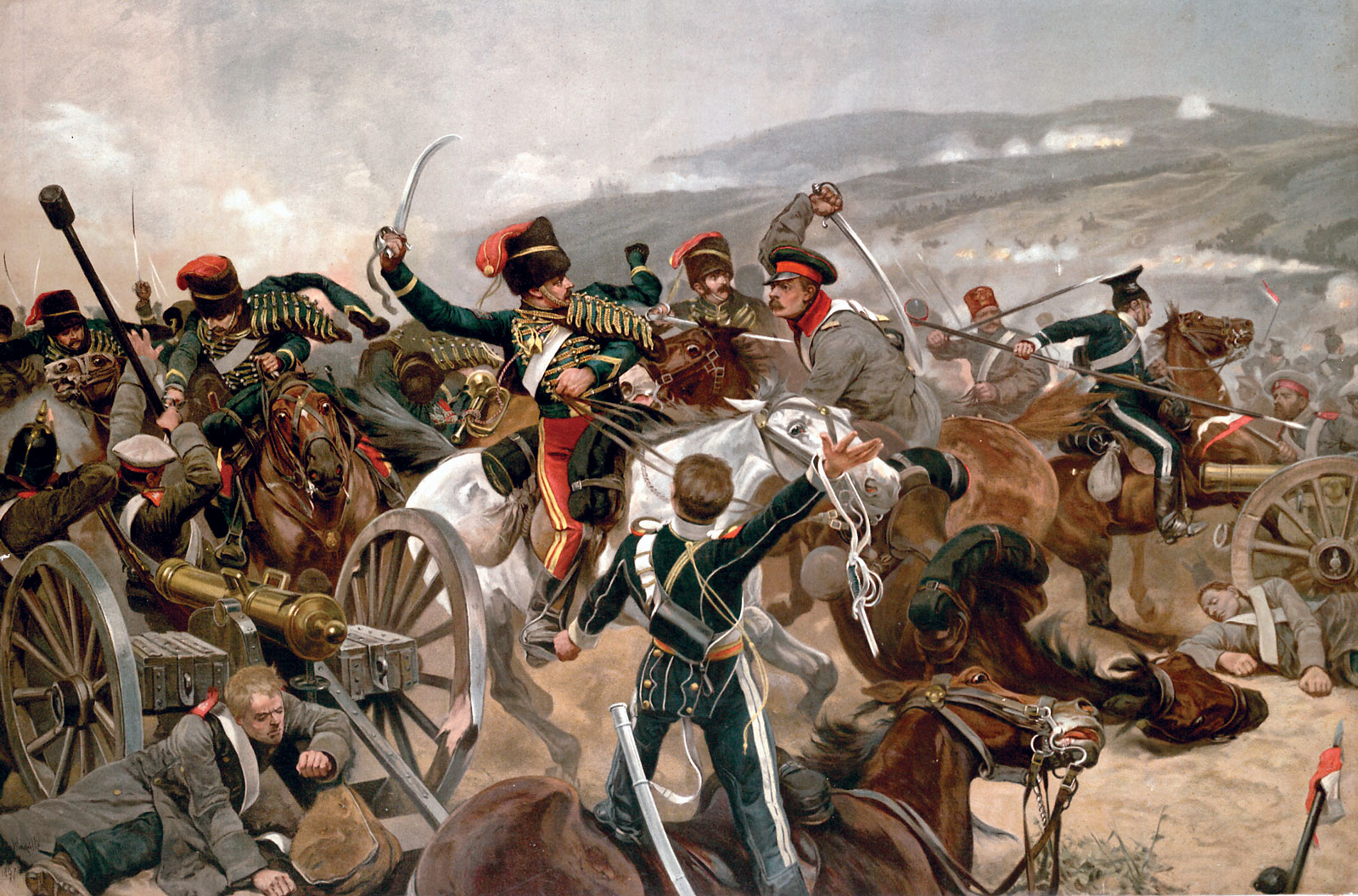
Osservatore militare piemontese in Crimea, Govone volle partecipare alla carica di Balaklava.

Giunta nel Mar Nero, la flotta alleata ripartì da Varna, nella odierna Bulgaria, il 7 settembre 1854 e giunse fra il 14 e il 17 a Eupatoria, in Crimea. L’8 Govone lasciò Bucarest, raggiunse Varna a cavallo e si imbarcò per la Crimea sbarcando a Balaklava, base logistica dell’armata inglese, il 14.
Una decina di giorni dopo ci fu il primo scontro importante in Crimea: la Battaglia dell'Alma, vinta dagli Alleati il 25 settembre, alla quale seguì un periodo di stasi, contraddistinto da incessanti duelli di artiglieria. Poi, il 25 ottobre, i russi decisero di attaccare Balaklava per mettere in crisi il contingente britannico. Dopo un primo successo sulle truppe turche di copertura, la cavalleria russa fu respinta da quella inglese nella valle subito a nord del porto. Govone, assieme ai comandanti Lord Raglan e François de Canrobert delle rispettive armate con i rispettivi Stati Maggiori, seguì da un’altura le prime fasi della battaglia. Poi, quando si accorse che gli inglesi stavano per lanciare la cavalleria in un attacco contro i cannoni russi, scese al galoppo il lato della collina e si unì al 13º Reggimento Dragoni. Alla destra dello schieramento britannico ritrovò un altro italiano, il tenente Giuseppe Landriani, che era volontario nell’esercito inglese. E quando fu dato l’ordine di attaccare, i due piemontesi partirono alla carica con il resto della Brigata leggera. Fu la carica di Balaklava. Nell’azione Govone ebbe il cavallo colpito che lo disarcionò e non riuscì a completare il percorso, venendo ferito leggermente a una spalla; Landriani, invece, fu ferito più seriamente e fu catturato dai russi. Meravigliati dal comportamento di Govone, gli inglesi gli riconosceranno nel dicembre 1856 il cavalierato dell’Ordine del Bagno.
Dopo la giornata di Balaklava Govone tornò al suo compito di osservatore, questa volta presso il comando francese al seguito del quale il 5 novembre 1854 partecipò alla battaglia di Inkerman, una delle più cruenti della guerra. Durante lo scontro i russi tentarono di occupare una collina tenuta dagli Alleati che assediavano Sebastopoli. E anche in questo caso fallirono l’obiettivo. Fu l’occasione per Govone di relazionare La Marmora e il Ministero della Guerra sulla situazione in campo, sulle difficoltà scaturite dal doppio comando (francese e inglese), sulla solidità e la disciplina dei soldati britannici che però si adattavano di meno alle circostanze rispetto ai francesi, i quali avevano nello slancio il loro punto di forza.

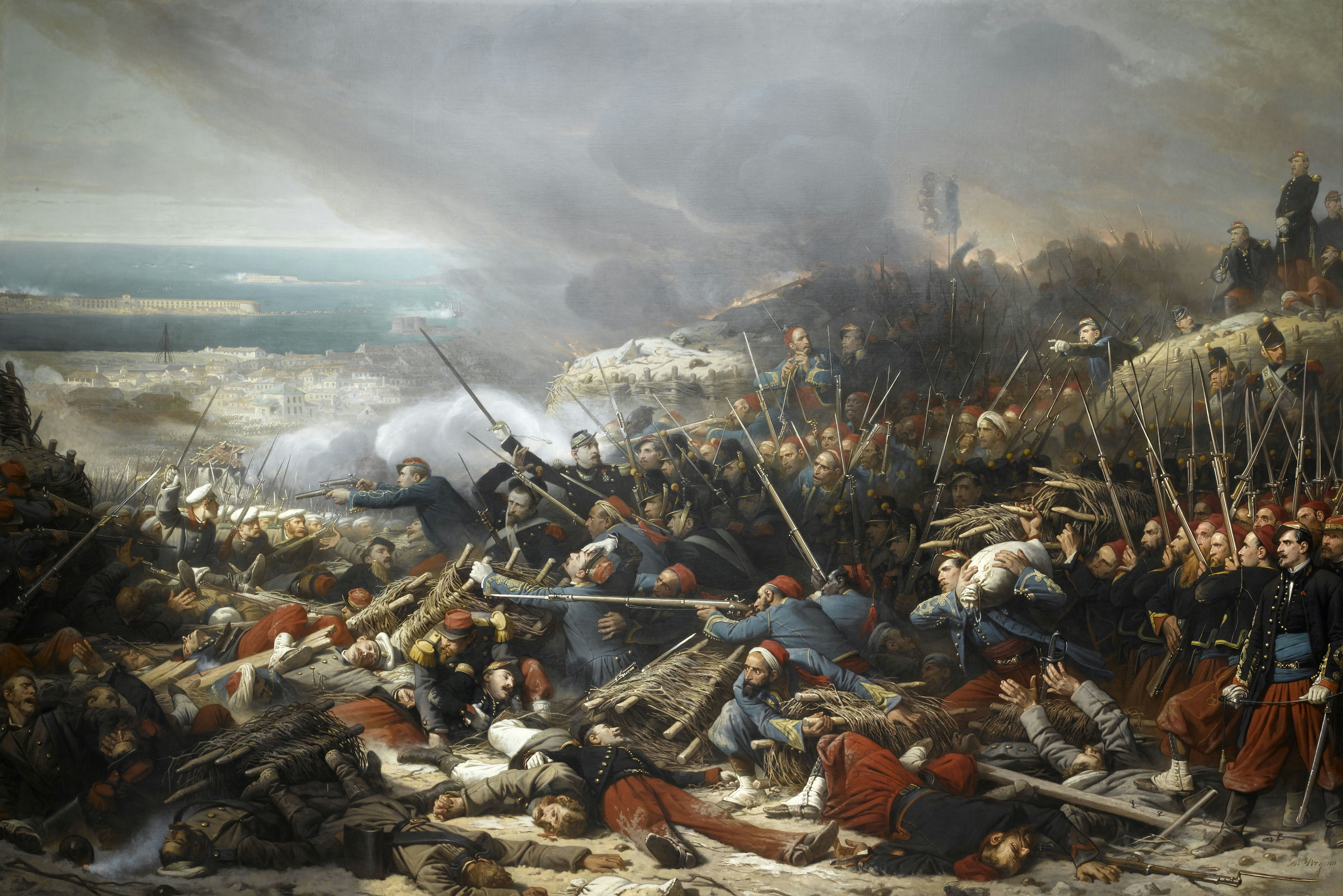
L’assalto francese finale nell’assedio di Sebastopoli al bastione di Malachov vide la partecipazione di Govone che fu ferito a un’anca.

Così, nell’imminenza dell’intervento piemontese al fianco di Francia, Gran Bretagna e Turchia, Govone, carico di esperienza, consigli e raccomandazioni per La Marmora nel febbraio 1855 fu richiamato a Parigi per partecipare all’organizzazione della spedizione. Ai primi di maggio il contingente piemontese era in Crimea pronto a entrare in azione e Govone ricopriva la carica di sottocapo di Stato Maggiore presso il Quartier Generale, dove dirigeva l’ufficio delle informazioni militari e l’ufficio topografico.
L’occasione per i piemontesi di battersi arrivò con il tentativo russo di disarticolare il sempre più stretto assedio di Sebastopoli, attaccando il 25 agosto 1855 gli Alleati presso il fiume Cernaia. La battaglia, che vide i piemontesi del 16º e del 4º Reggimento resistere finché poterono alle preponderanti forze della 17ª Divisione russa, si concluse con il contrattacco alleato e la ritirata delle forze nemiche. Govone si era posto al comando delle truppe che avevano resistito per ore e le incitò all’assalto, ma quando capì che si trattava di soldati stremati ordinò il ripiegamento in attesa dei rinforzi in arrivo, rimanendo l’ultimo della colonna sotto il fuoco nemico. La battaglia della Cernaia fu un’importante vittoria alleata perché pose fine alle illusioni russe di rompere l’assedio di Sebastopoli e fu il prologo alla sua conquista.
Conquista che avvenne, dopo 11 mesi di assedio, l’8 settembre 1855 da parte dei francesi, che dopo aver fatto brillare tre grandi mine presso il bastione Malachov, lanciarono l’attacco finale. Con i francesi c’era anche Govone, che fu leggermente ferito all’anca. Il gesto sarà ricompensato il 17 giugno 1857 con la Croce di Cavaliere della Legion d'Onore. Al termine dell’assedio di Sebastopoli i russi si arresero. Tornato in patria, con decreto del 1º luglio 1856, Govone fu insignito della Croce di Cavaliere dell’Ordine Militare di Savoia.

### Fondatore dello spionaggio piemontese (1856-1859)
I risultati ottenuti in Crimea determinarono Alfonso La Marmora a istituire per Govone un ufficio particolare che, primo nella storia del Regno di Sardegna, fosse dedicato alle attività di spionaggio. Govone, quindi, nel 1856 risultò essere il fondatore e primo direttore del Servizio Segreto Militare Piemontese.
Il territorio da battere era naturalmente il Lombardo-Veneto austriaco, nel quale Govone si organizzò per creare una fitta rete di corrispondenti che riportassero alla sede di Milano informazioni sui grossi movimenti di truppa dell’esercito austriaco, lo spostamento di guarnigioni, la consistenza delle unità in movimento e la loro denominazione, i pezzi d’artiglieria al loro seguito e il nome dei loro comandanti. Le informazioni, debitamente cifrate, sarebbero state spedite per posta oppure, nei casi più urgenti, attraverso messaggeri e, in ultima analisi, attraverso i contrabbandieri che passando il confine con il Piemonte le avrebbero consegnate ai Carabinieri. Tra le fonti principali da utilizzare ci sarebbero dovuti essere informatori presso i due comandi di Corpo d’armata austriaci, quello del generale Ferenc Gyulay e quello di Heinrich von Hess. A questo scopo Govone aveva ideato un sistema di cifratura basato sul mondo dell’opera lirica. 
Quanto alle tecniche di cifratura, occultamento e invio delle informazioni, Govone ricorse ai metodi classici che andavano dall’inchiostro simpatico all’uso di piccioni viaggiatori. Con questi metodi ricevette, alla vigilia della seconda guerra d’indipendenza, notizie sui movimenti di truppe austriache presso varie località del Lombardo-Veneto, quando non partiva egli stesso per Milano. Recatosi lì con lo scopo apparente di migliorare le comunicazioni ferroviarie fra Piemonte, Svizzera e Austria, Govone nel marzo 1859 stese vari rapporti per il presidente del Consiglio Cavour che possono essere considerati la fonte principale di informazioni a disposizione di Piemonte e Francia allo scoppio della guerra con l’Austria. In questi rapporti segnalò il costante aumento dell’armata austriaca in Lombardia, il rafforzamento delle difese e l’avvicinamento di truppe austriache ai confini del Piemonte. Uno di questi rapporti colse l’attenzione di Cavour che lo trasmise al suo ambasciatore a Parigi, Costantino Nigra che, a sua volta, lo rivelò a Napoleone III. Le informazioni furono considerate preziose e il 16 marzo 1859 Govone fu promosso tenente colonnello.

### La seconda guerra d'indipendenza (1859)

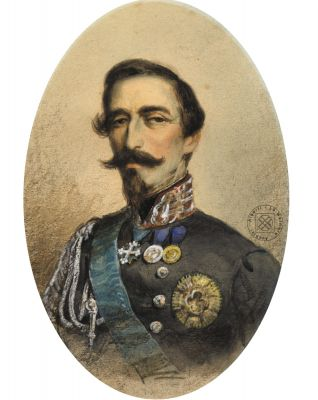
L’incontro di Govone con Alfonso La Marmora fu determinante per la sua carriera e per la sua formazione militare.

Lo scoppio della seconda guerra d’indipendenza, nell’aprile 1859, vide quindi Govone a capo Dell’ufficio informazioni. Di stanza prima a Torino e poi presso il Quartier Generale di Vittorio Emanuele II, Govone distribuì informazioni ai vari stati maggiori delle unità combattenti. Le notizie provenivano principalmente dai centri informativi di Novara e di Pavia. La rete sembrava efficiente ma presso i comandi delle divisioni la febbrile conduzione della guerra provocò un eccesso di autonomia da parte dei generali che non sfruttarono a pieno il servizio.
La prima vittoria delle truppe franco-piemontesi nella battaglia di Montebello del 20 maggio lo lasciò soddisfatto, ma anche profondamente addolorato per la morte eroica del fratello Francesco avvenuta partecipando alla sesta carica di cavalleria della giornata. Undici giorni dopo, nella battaglia di Palestro, Govone arriverà appena in tempo per incontrare l’artiglieria austriaca in ritirata che si consegnava all’esercito piemontese. E, il 4 giugno, per ordine di Vittorio Emanuele II, incalzò il generale Manfredo Fanti a intervenire con la sua divisione nella battaglia di Magenta che, fino all’intervento del generale francese Patrice de Mac-Mahon, ebbe un esito molto incerto. L’arrivo dei piemontesi, fra i quali figurava anche Govone, evitò probabilmente che l’ala sinistra di Mac Mahon subisse un contrattacco austriaco che poteva essere sferrato oltre che dalla cavalleria anche da due brigate di fanteria. 
Dopo Magenta, la vittoria per i franco-piemontesi sembrò a portata di mano. Il 10 giugno Vittorio Emanuele II, Napoleone III e, fra gli altri, Govone, entrarono trionfalmente a Milano, e il 17 a Brescia. Ma la guerra non era conclusa. Benché demoralizzati gli austriaci conservavano infatti la loro forza e il 24 incontrarono in modo imprevedibile i franco-piemontesi a sud del Lago di Garda; in quella che sarà ricordata come la battaglia di Solferino e San Martino. Govone era al seguito del generale Filiberto Mollard, comandante della 3ª Divisione piemontese, ed ebbe, quale ufficiale di collegamento con il Quartier Generale di Vittorio Emanuele II e i comandi delle altre divisioni, l’esatta contezza della battaglia. Dopo la vittoria franco-piemontese, con l’armistizio di Villafranca, fu firmata la capitolazione austriaca. Negli stessi giorni, il 12 luglio, Govone fu nominato colonnello e, per sfruttare le sue qualità diplomatiche, in autunno fu inviato a Zurigo con la commissione piemontese per discutere dei nuovi confini, con i quali il Regno di Sardegna inglobava la Lombardia.
Nello stesso periodo, il 20 settembre 1859, il colonnello Giuseppe Govone sposava, nella chiesa di San Massimo a Torino la sua fidanzata, poco meno che diciottenne, Laura Vicino. Dal loro matrimonio nasceranno: Uberto (1855-1928), biografo del padre; Maria (- 1935); Eleonora (- 1946); e Adele (1868-1961). 

### La guerra al Brigantaggio (1861-1863)

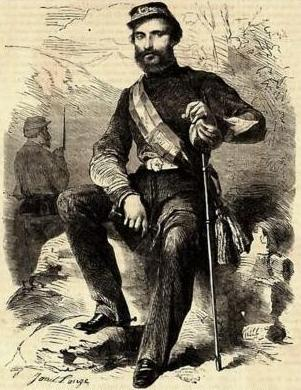
Il capobanda Luigi Alonzi detto “Chiavone”, operante in Ciociaria, fu il principale antagonista di Govone durante la guerra al Brigantaggio.

Dopo la vittoria della seconda guerra d’indipendenza, si costituirono in Italia centrale dei governi filo-piemontesi che assieme alle rispettive formazioni militari dovevano essere il prologo dell’unificazione di quella parte d’Italia al Regno di Sardegna. Fra queste unità militari, il generale Manfredo Fanti costituì la Brigata “Forlì” che venne posta al comando del colonnello Govone il 14 giugno 1860. Organizzata e addestrata la sua unità, Govone, fu nominato il 15 ottobre generale di brigata (maggior generale).
Intanto, con la spedizione dei Mille e la proclamazione del Regno d’Italia del 17 marzo 1861, il governo di Torino si trovò di fronte al problema del Brigantaggio. Dapprima Govone, con la sua Brigata “Forlì”, fu inviato nel maggio 1861 in Abbruzzo, a L’Aquila. Ma fu con Enrico Cialdini che aveva preso il comando generale delle operazioni contro il Brigantaggio che, dal 28 giugno 1862, a Govone fu dato l’incarico di presidiare il territorio che va da Tagliacozzo a nord fino a Gaeta a sud, lungo il confine dello Stato Pontificio. Govone, in questo territorio, avrebbe potuto beneficiare della collaborazione delle truppe francesi comandate da Charles Goyon al di là della frontiera del papa. Tuttavia i francesi apparvero passivi, consentendo ai briganti di attraversare il confine e di trovare in territorio pontificio facile rifugio.
In questa situazione, l’antagonista principale di Govone fu il capo-brigante Luigi Alonzi, detto “Chiavone” che si definiva comandante delle truppe borboniche del re Francesco II in esilio. Così, fra il 10 e il 15 novembre 1861, le bande di Alonzi presero possesso di alcune località della Ciociaria: Isoletta, San Giovanni Incarico e Castelluccio. Ci furono importanti scontri tra il 43º Reggimento di fanteria di Govone e i briganti, durante i quali questi riuscirono a catturare parte del bagaglio del reggimento. La situazione tuttavia volse ben presto a favore di Govone che, dopo avere ripreso il controllo delle località, fece fucilare 53 briganti, fra cui uno dei più stretti collaboratori di Alonzi, il nobile legittimista belga Alfred de Trazegnies de Namour (1832-1861). 
Ma il problema principale rimanevano i francesi che, nonostante accordi con il governo italiano, continuavano a tollerare la presenza e il passaggio dei briganti in territorio pontificio. Solo quando Goyon cedette il comando delle sue truppe a Gustave de Montebello cominciò una fattiva collaborazione e Govone potette contare sull’assistenza della Francia. Al comando di Enrico Cialdini prima e di Alfonso La Marmora dopo, Govone contribuì in modo determinante a reprimere il fenomeno del brigantaggio, ciò che gli consentì l’avvio della carriera politica durante la quale fu eletto deputato il 30 giugno 1861, nel collegio di Cittaducale, località dove aveva esercitato la sua azione.

#### LaMemoria sulle cause del brigantaggio
Terminata la fase acuta del fenomeno del Brigantaggio, si istituì a Torino una commissione parlamentare che indagò sulle cause, i mezzi e le soluzioni adottate per combattere la rivolta. A tale riguardo, il 23 marzo 1863, Govone fu convocato a Torino dove gli chiesero di stendere un rapporto della sua esperienza. Nacque così la Memoria sulle cause del brigantaggio, che Govone fece pervenire alla commissione dalla Sicilia dove era già stato trasferito. Nel suo rapporto inviato il 2 aprile 1863, Govone denunciò come causa principale del fenomeno la miseria e la prepotenza del ricco sul povero perpetrata secondo gli schemi della vecchia società borbonica: 
(in Contaretti, p. 86)
La causa principale del brigantaggio risiedeva quindi, secondo Govone, nella miseria e nella prevaricazione, non tanto nel tentativo di restaurare la dinastia borbonica.

### La lotta alla renitenza alla leva in Sicilia (1862-1864)

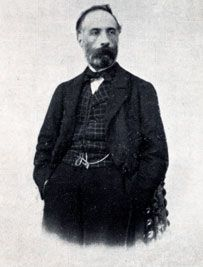
Francesco Crispi fu uno dei parlamentari che accusò Govone di aver adoperato metodi troppo duri in Sicilia.

Un altro fenomeno che si era diffuso, soprattutto in Sicilia, era la renitenza alla leva, conseguenza dell’introduzione del servizio militare obbligatorio. Chiamato a gestire la situazione, Govone fu inviato a Palermo nel settembre 1862 e già a dicembre inviava il suo primo rapporto che denunciava il pessimo stato dell’amministrazione pubblica nell’isola. Il fenomeno si aggravava perché i renitenti, fuggiti dalle loro abitazioni, entravano inevitabilmente a contatto con le bande dei veri malviventi, ingrossandone le file.
Pesanti interventi saltuari non davano frutto e allora Govone adottò il metodo di stringere il territorio in una continua e asfissiante pressione di controlli, perquisizioni, agguati e costante vigilanza. Il metodo, integrato dall’uso di colonne mobili, portò i suoi frutti e nell’autunno del 1863 il successo si potette definire completo, avendo operato l’arresto di 4.000 renitenti alla leva soprattutto nelle zone di Caltanissetta, Agrigento (allora Girgenti) e Trapani. I controlli portarono anche al pagamento di 500.000 lire di imposte arretrate e all’aumento del prestigio dello Stato in Sicilia. Per questi fatti, il 18 dicembre, Govone fu promosso generale di divisione (luogotenente generale) e il 10 gennaio 1864 fu rieletto deputato nella circoscrizione di Cittaducale.
Dal dicembre 1863, tuttavia, si susseguono interrogazioni parlamentari da parte di deputati quali Vito d'Ondes Reggio, Antonio Mordini e Francesco Crispi che chiesero l’istituzione di una commissione per indagare sui mezzi, ritenuti troppo severi, di Govone in Sicilia. Nino Bixio prese le sue difese e le recriminazioni contro Govone si esplicitarono, alla fine, solo sui giornali e su alcuni libri, anche recentemente, come in Storia della mafia dalle origini ai nostri giorni di Salvatore Lupo.

### L’alleanza italo-prussiana (1866)

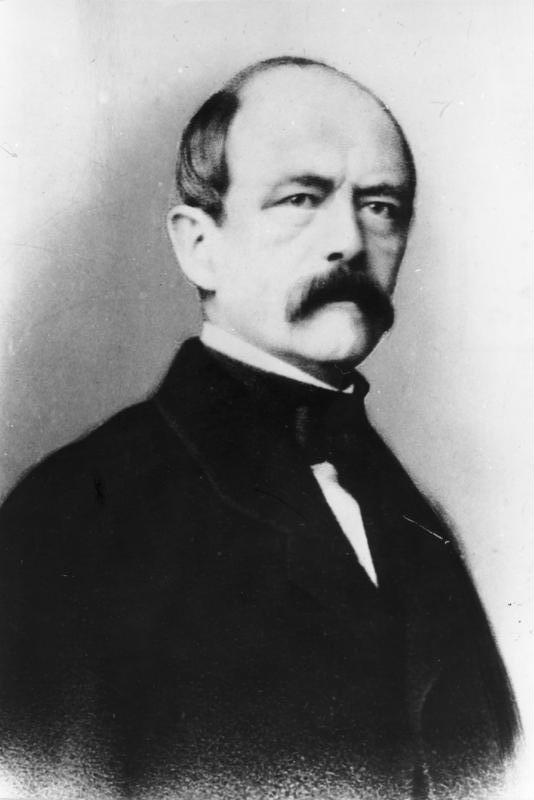
Govone trattò i termini dell’alleanza italo-prussiana con il cancelliere Otto von Bismarck.

Si andava intanto maturando in Europa un’atmosfera ostile all’Austria, particolarmente in Prussia dove l’influenza di Vienna sulla Germania veniva osteggiata dal cancelliere Otto von Bismarck. Ne approfittò il presidente del Consiglio e ministro degli esteri Alfonso La Marmora che il 31 dicembre 1865 convocò Giuseppe Govone. Questi fu incaricato di una missione diplomatica che avrebbe dovuto promuovere un’alleanza italo-prussiana contro l’Austria.
Arrivato a Berlino il 14 marzo 1866, Govone si incontrò subito con Bismarck, iniziando così con il cancelliere prussiano una frequentazione di alcuni mesi di delicate trattative. Durante questo periodo, alla prospettiva di un’immediata alleanza con la Germania allo scopo di attaccare l’Austria, Bismarck rispondeva con estrema cautela, appoggiato in questo dai timori del re di Prussia Guglielmo I e dalla situazione internazionale che vedeva la Gran Bretagna sospettosa delle manovre italiane.
Lo stallo delle trattative fu rotto dalla notizia, della cui gravità nessuno si accertò, che l’Austria addensava truppe ai confini con la Prussia; e il 27 marzo l’ambasciatore italiano a Berlino Giulio Camillo de Monteauvrard, conte di Barral (1815-1880) trasmise a La Marmora una proposta prussiana di patto che prevedeva l’attacco dell’Italia all’Austria subito dopo la dichiarazione di guerra della Prussia all’Austria. Consultatosi con Napoleone III, che incitò l’Italia a concludere il trattato, La Marmora diede pieni poteri a Govone e Barral di firmare il patto. Ciò, nonostante Govone avesse qualche perplessità sulla vaghezza dei pochi punti del trattato che in definitiva assegnava, in caso di sconfitta dell’Austria, il Veneto all’Italia, ma non il Tirolo che (nonostante fosse in territorio austriaco) faceva parte della Confederazione germanica. L’8 aprile, a Berlino, fu firmata così l’alleanza italo-prussiana, che porterà alla guerra austro-prussiana e alla sua propaggine meridionale: la terza guerra d’indipendenza.
Ma l’impegno diplomatico di Govone non terminò con la firma del trattato d’alleanza. La genericità di quest’ultimo, infatti, consentì a Bismarck di non impegnarsi ad aiutare l’Italia nel caso che questa fosse stata attaccata dall’Austria. E le probabilità che ciò avvenisse erano dettate dalla fretta con cui l’Italia stava armando i suoi confini proprio in previsione della guerra al fianco della Prussia. Govone rifiutò l’interpretazione di Bismarck del trattato e sollecitò una dichiarazione con la quale la Prussia si impegnava a difendere l’Italia in caso di guerra con Vienna. La risposta di Bismarck fu cauta, adducendo i timori di Guglielmo I a coinvolgere il suo regno in una guerra prematura. Il 1º maggio, allora, Govone balenò la possibilità di chiedere l’aiuto della Francia; e il giorno dopo Bismarck informò Govone che il Re aveva deciso di aiutare l’Italia se fosse stata attaccata dall’Austria. Il riarmo italiano poteva proseguire.
Nel frattempo, dopo il rifiuto da parte austriaca di smobilitare l’esercito, la Prussia cominciò a mobilitare le sue forze alle frontiere: si stava per cedere la parola alle armi.

### La terza guerra d'indipendenza (1866)

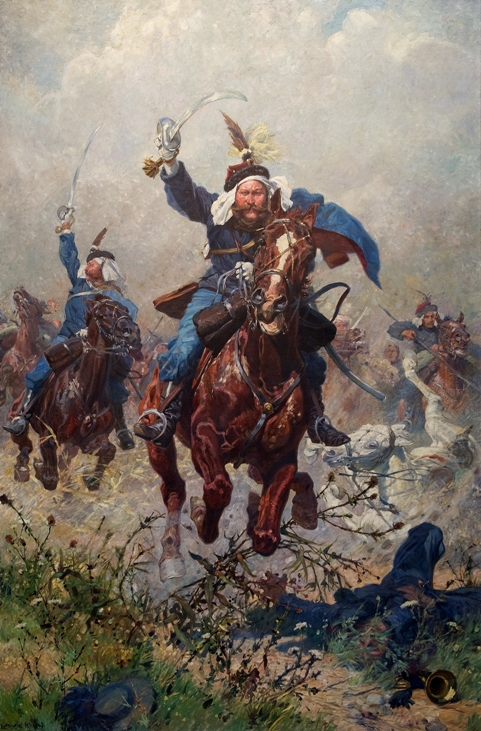
Le cariche di cavalleria austriache nella piana di Villafranca distolsero l’attenzione degli italiani dal vero obiettivo del nemico: Custoza, difesa strenuamente da Govone.

Poco prima dell’apertura delle ostilità fra Prussia e Austria che, secondo i termini dell’alleanza, avrebbe portato l’Italia a entrare in guerra contro l’Austria, Govone si dichiarò critico nei confronti della scelta italiana di dividere le forze fra il Mincio, comandate da La Marmora, e il Po, comandate da Cialdini. Tale visione strategica era però influenzata da questioni personali fra i due comandanti, ognuno dei quali riteneva di comandare l’azione principale della Campagna.
Nell’imminenza dell’apertura delle ostilità a Govone fu assegnata la 9ª Divisione, della quale prese il comando a Piacenza il 10 giugno 1866. Tale unità faceva parte del 3º Corpo d’armata di Enrico Morozzo della Rocca, uno dei tre Corpi dell’armata di La Marmora sul Mincio. Il 16 giugno la Prussia aprì le ostilità contro l’Austria e il 20 l’Italia dichiarò guerra all’Austria. La divisione di Govone ebbe compito di riserva del 3º Corpo che aveva avuto ordine di occupare le colline da Sommacampagna a Custoza e la sottostante piana di Villafranca. Alle colline di Custoza puntavano anche gli austriaci. Complessivamente lo schieramento italiano si presentava piuttosto discontinuo, troppo esteso e con scarse riserve. 

#### La battaglia di Custoza

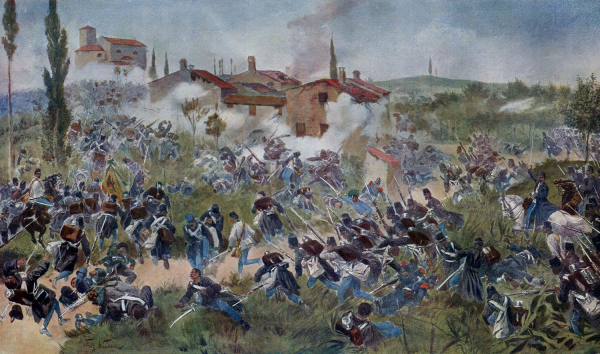
Durante la battaglia di Custoza Govone resistette fino all’ultimo alle preponderanti forze nemiche, nonostante non avesse ottenuto i rinforzi più volte richiesti e disponibili.

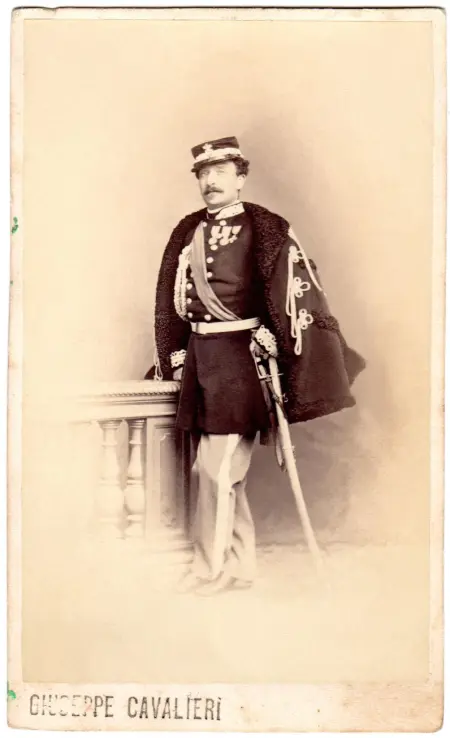
Dopo la sconfitta di Custoza Govone chiese ai comandi militari di contrattaccare gli austriaci, ma non fu ascoltato.

Il 24 giugno, fra le truppe austriache provenienti da Verona e quelle italiane che avevano passato il Mincio si combatté così la battaglia di Custoza. Delle 12 divisioni di La Marmora solo 6 si vennero a trovare di fronte al nemico che, compatto e meglio diretto, avanzava verso di loro: 70.000 soldati dell'arciduca Alberto d’Asburgo contro 50.000 italiani.
In queste circostanze, la situazione per gli italiani virò subito al peggio e, diversamente da quanto pensava La Marmora, gli austriaci attaccarono l’ala sinistra dello schieramento italiano, travolgendolo. La 9ª Divisione si trovava sull’ala destra, di riserva, e quando anche le colline a est furono attaccate, la 3ª Divisione del generale Filippo Brignone dovette abbandonare Custoza. Fu a quel punto che Vittorio Emanuele II incontrò Govone e gli spiegò che, attaccata da tre brigate nemiche, la divisione di Brignone aveva resistito più che aveva potuto, che nello scontro era stato ferito il figlio Amedeo e che bisognava riprendere Custoza. 
Ignaro che la rotta della 3ª Divisione non era che l’ultima delle nefaste vicende che quella mattina avevano interessato il 1º Corpo di Giovanni Durando, intorno alle 10:15 Govone salì con due ufficiali sulla collina del Monte Torre per accertarsi di persona della situazione e, constatato che Custoza era ancora in mani nemiche, dispose l’attacco per liberarla. Colpita e dispersa la fanteria austriaca presso la villa Ottolini, i suoi uomini mossero all’assalto proprio quando dall’altro lato un reparto di artiglieria a cavallo e uno di cavalleria, inviati provvidenzialmente da Della Rocca, contribuivano a sbaragliare il nemico. Alle 11:30 Govone aveva ripreso l’importante posizione di Custoza.
A metà giornata la 9ª Divisione controllava la situazione, ma Govone era preoccupato per le forze austriache nella vicina posizione dominante del Belvedere. Per cui decise di agire per liberare le alture di Custoza: già alle 12:30, a seguito di un preciso bombardamento di artiglieria, il Belvedere era stato abbandonato dagli austriaci esausti, così come altre posizioni circostanti.

Il comandante del 9º Corpo austriaco, il generale Ernst Hartung, constatò però che gli italiani non inseguivano le truppe che si ritiravano e lanciò al contrattacco truppe fresche che, dopo vari tentativi, ripresero il Belvedere. Appena se ne accorse, Govone ordinò l’assalto del 35º Reggimento di fanteria che riconquistò nuovamente la posizione. Alle 15:30 il morale della 9ª Divisione era altissimo. A questo punto, però, Govone si rese conto dell’importanza di Custoza nei piani austriaci e, pur assicurando una solida resistenza, prevedendo “un serio attacco, poiché vedo il nemico concentrarsi e prepararsi”, chiedeva a Della Rocca rinforzi per assicurare il successo della battaglia. Non vi fu risposta. Nuovamente, nel primo pomeriggio, Govone inviò a Della Rocca una nuova richiesta di rinforzi:
(in Contaretti, p. 121)
“Mi impegno a dormire sulla posizione” ovvero: mi impegno a respingere il nemico entro stasera. Anche questa volta Enrico della Rocca rifiutò un suo aiuto, rimanendo fedele alla disposizione di La Marmora che gli aveva ordinato di non muovere truppe da Villafranca, dove, cioè, prima dell’inizio della battaglia, prevedeva il principale assalto austriaco. Così, all’estremità dell’ala destra dello schieramento italiano ben 20.000 soldati rimasero inattivi per questo errore iniziale, mentre Govone e il generale Efisio Cugia dell’8ª Divisione chiedevano rinforzi sotto il fuoco nemico. 
L'arciduca Alberto preparò allora l'attacco finale che cominciò alle 16 con parte del 7º Corpo e parte del 9°: 15.000 austriaci con 80 cannoni contro 8 o 9.000 italiani con 38 pezzi d’artiglieria. Furono chiesti ancora rinforzi, invano. Cadde dapprima il Monte Croce, quindi il cerchio iniziò a chiudersi e Govone rimase ferito, cosicché alle 17:30, con gli uomini stremati, senza alcuna speranza di poter resistere o ricevere aiuti, il generale iniziò a ritirarsi ordinatamente continuando a combattere. Fra le 18:30 e le 19 i suoi soldati cominciarono a confluire su Villafranca dove, il giorno seguente, potettero finalmente mangiare dopo 48 ore di digiuno, 40 di marcia e 8 di battaglia.

#### La fine del conflitto

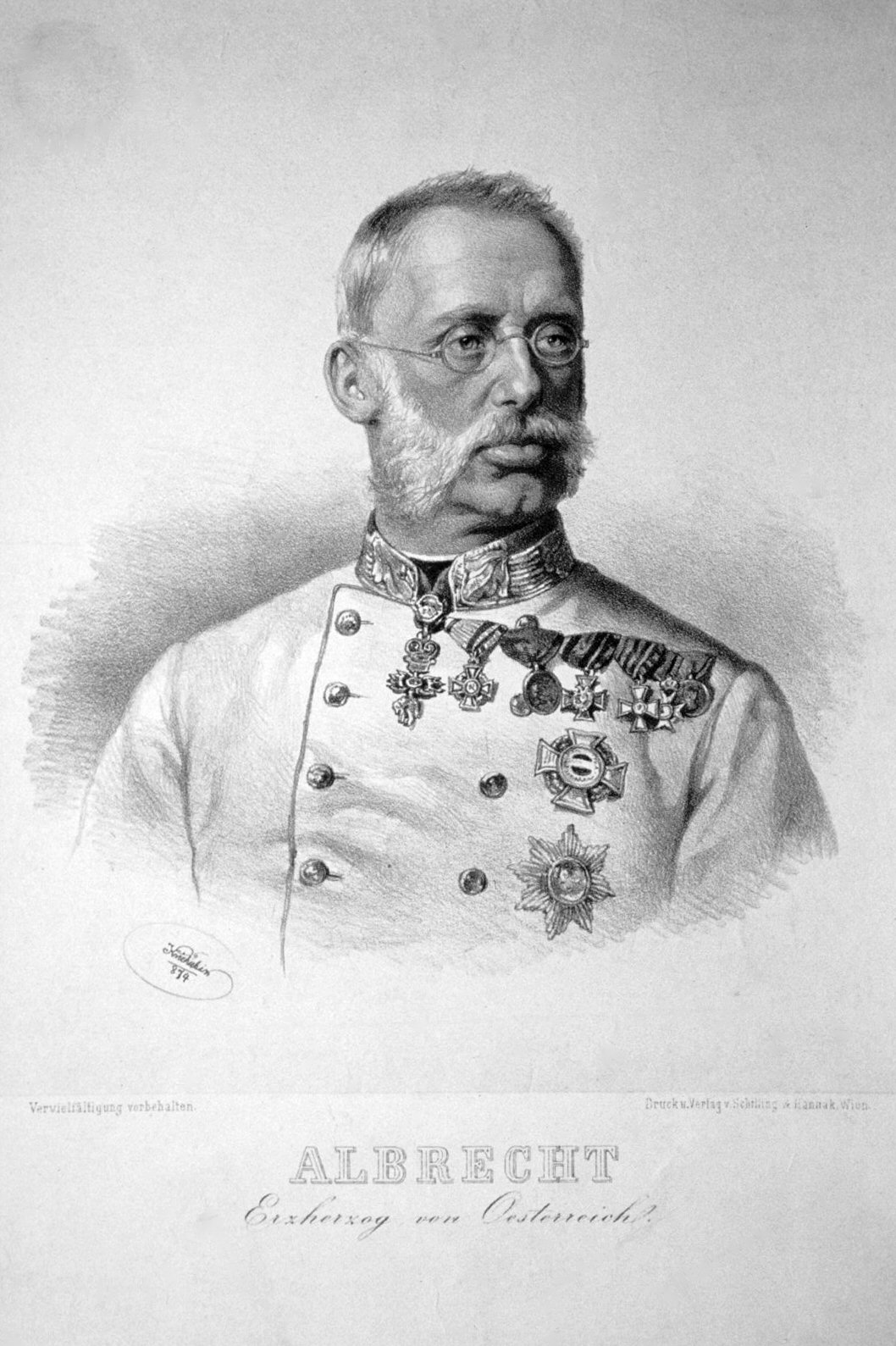
L’arciduca Alberto era il comandante delle forze austriache a Custoza.

Se la battaglia di Custoza fu per Govone l’apice della sua vita professionale di soldato, fu anche l’inizio del rapido declino del suo prestigio presso l’alto comando. Immediatamente contestò a Della Rocca il mancato arrivo di rinforzi ottenendo come risposta che le truppe a Villafranca costituivano la riserva contro la cavalleria austriaca. E quando, inviando pattuglie in ricognizione, si accorse che gli austriaci non solo non inseguivano gli italiani ma si apprestavano a distruggere i ponti temendo un contrattacco, ne volle avvisare La Marmora per organizzare la ripresa della battaglia. Ma fu ancora Della Rocca che gli comunicò perentoriamente gli ordini presi dal consiglio di guerra: ritirata.
Non contendo si rivolse a La Marmora e lo supplicò di chiedere a Cialdini di unirsi alle forze sul Mincio e riprendere l’offensiva. Ma La Marmora, sul quale gravava tutto il peso della sconfitta e che aveva pessimi rapporti con Cialdini, non volle sentire ragioni. Cialdini inoltre non solo non aveva alcuna intenzione di entrare in battaglia ma paventava perfino l’ipotesi di ritirarsi su Bologna. Amareggiato e rassegnato, Govone dovette accettare la realtà dei fatti e in un colloquio a tre, il 6 luglio, raccolse l’apprezzamento del generale Petitti che dichiarò che se Della Rocca avesse fornito adeguati rinforzi alla 9ª Divisione a Custoza, la battaglia sarebbe stata vinta.
Intanto gli austriaci, dopo la sconfitta sul fronte nord della guerra, contro i prussiani, abbandonavano il Veneto che venne così a trovarsi finalmente a disposizione dell’avanzata italiana. Avanzata a cui Govone, per i diverbi con Della Rocca e La Marmora, non venne chiamato a partecipare. Ma altri incarichi, di iniziativa di Vittorio Emanuele II, lo attendevano: cercare di mitigare gli effetti di svilimento del prestigio che l’Italia aveva subito con le sconfitte di Custoza e Lissa, contro i quali effetti Govone, di fronte alla sufficienza di Bismarck, potette fare ben poco.

### Parlamentare e ministro della guerra (1866-1870)

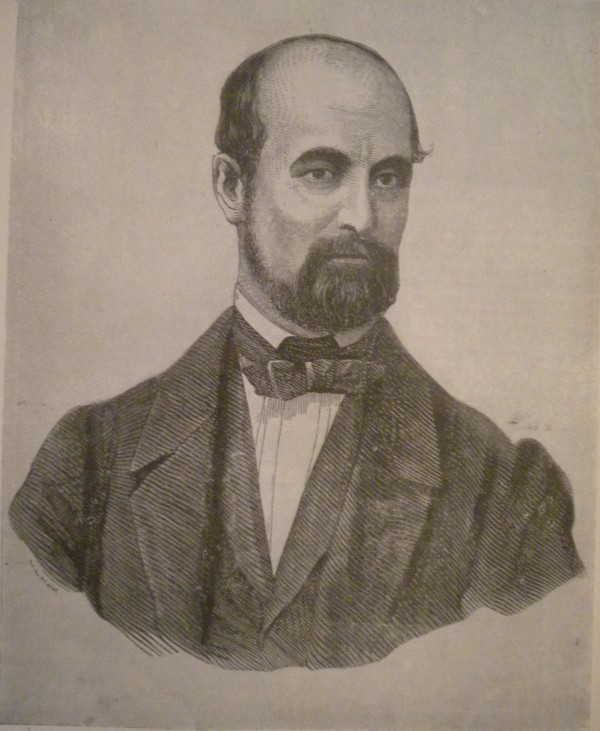
Il presidente del Consiglio Giovanni Lanza volle Govone a capo del ministero della guerra e gli fu vicino nei momenti della malattia.

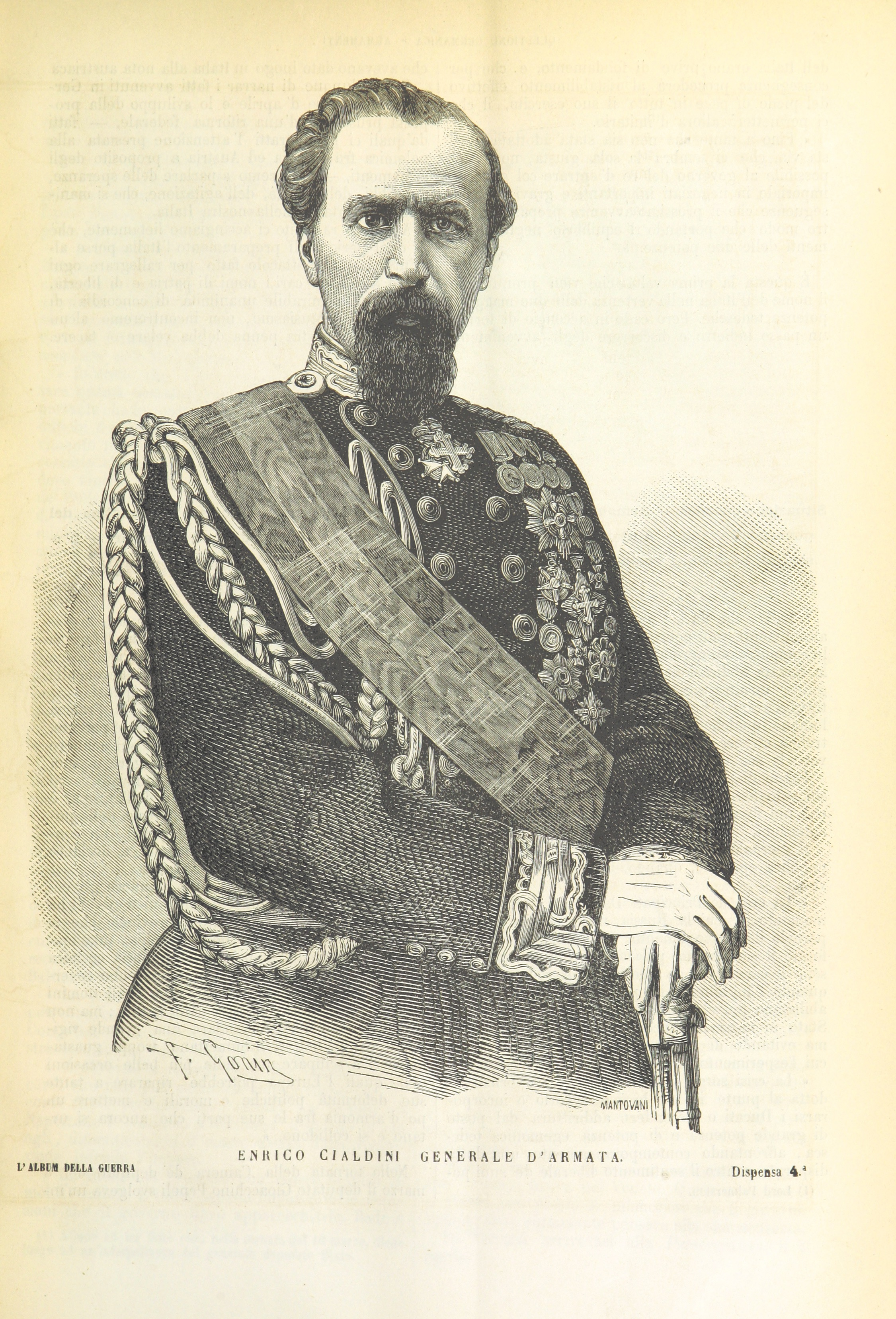
La riduzione delle spese militari disposte da Govone furono aspramente contrastate dal generale Enrico Cialdini.

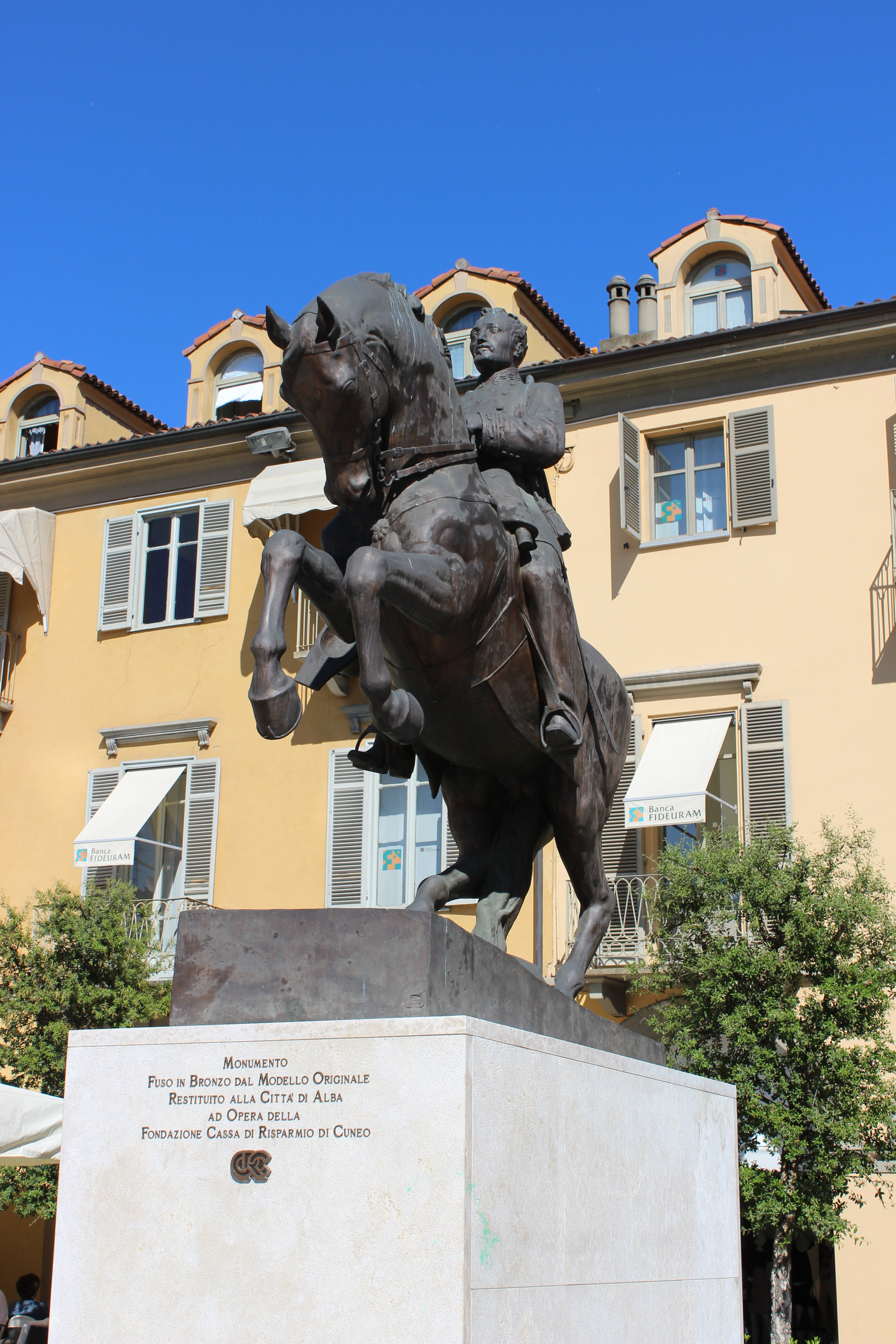
La statua equestre del generale Govone ad Alba.

Con la pace, Govone, dopo aver ricevuto il 16 dicembre 1866, per il suo comportamento a Custoza, la Croce dell’Ordine militare di Savoia, fu inserito nella ristretta cerchia di esperti militari della Commissione voluta dal ministro della guerra Efisio Cugia per lo “studio delle modificazioni da farsi nelle leggi organiche militari, nell’ordinamento tattico e amministrativo dell’esercito e nello studio dei perfezionamenti delle armi da fuoco portatili”. Facevano parte della Commissione, assieme a lui e a Cugia: Alessandro Nunziante, Giacomo Medici, Filippo Brignone, Raffaele Cadorna e Cesare Francesco Ricotti-Magnani.
A fianco di questa attività e a quella di componente dello Stato Maggiore, Govone, nel luglio 1868 fu rieletto in parlamento per il collegio di Spoleto. La sua attività come deputato fu da subito contrassegnata dall’esigenza di contenere le spese militari e per questo, nel 1870, fu nominato membro della Commissione di Bilancio. Fino a quando, il 27 novembre, non fu contattato dal rigoroso Giovanni Lanza che aveva avuto l’incarico di formare un nuovo governo. Govone doveva ricoprire l’incarico di ministro della guerra. Sulle prime rifiutò, per insofferenza alla politica attiva, poi, di fronte al rifiuto di altri candidati e alla prospettiva di un ritorno di un governo di Sinistra, cedette ponendo come condizione l’ingresso nella compagine governativa di Emilio Visconti Venosta. Nacque così il Governo Lanza che ebbe come obiettivo una politica economica di estrema austerità. 
Per conseguire questo scopo in ambito militare, Govone si dedicò allo studio dei bilanci dell’Esercito e concluse che, visto anche il periodo di relativa calma che attraversava l’Europa, si potevano ridurre gli organici e le spese per l’Artiglieria, la Cavalleria e i Bersaglieri. La fanteria di linea, viceversa, avrebbe mantenuto la sua forza, ma solo per affrontare l’impegno di mantenere l’ordine pubblico. Comprensibile, a questo punto, fu il malcontento di alcuni comandanti dell’Esercito. Criticarono l’operato del ministro: Alfonso La Marmora e soprattutto Enrico Cialdini che divenne l’acerrimo nemico di Govone, tanto potente quanto vicinissimo a Vittorio Emanuele II.
Si formò così una Commissione parlamentare anti-governativa con il compito di studiare un piano alternativo di riduzione delle spese a quello di Govone. La Commissione era formata da Cadorna, Enrico Cosenz, Giuseppe Salvatore Pianell, Bixio, Ettore Bertolè Viale, Brignone e La Marmora. Essa concluse i lavori opponendosi alla riduzione del numero di Divisioni previste in caso di guerra e stigmatizzando la riduzione di Artiglieria e Cavalleria volute dal piano di Govone. Questi, il 3 giugno 1870, dopo vari giorni di accesi dibattiti, accolse le richieste della Commissione. E le misure economiche, così emendate, furono approvate dal parlamento.
La situazione internazionale, però, sembrava volgere al peggio e, dopo lo scoppio della guerra franco-prussiana, nel luglio 1870, le ipotesi ottimistiche di Govone sulla possibilità di ridurre le spese militari furono ancora più contrastate. In questa situazione alcuni ambienti militari, appoggiati da Vittorio Emanuele II, sostennero perfino la necessità di entrare in guerra al fianco della Francia. Govone si schierò per la neutralità assieme ai componenti del governo di cui faceva parte, tutti consapevoli della grave crisi finanziaria e dello stato precario dell’esercito.
La reazione di militaristi fu durissima: il 3 agosto, in occasione della discussione al Senato sulla posizione ufficiale che l’Italia avrebbe dovuto prendere sul conflitto, il generale Cialdini chiese le dimissioni di Govone, presente in aula, accusandolo di avere dimenticato gli interessi dell’Esercito.  Disorientato dall’attacco, Govone, non riuscì a reagire adeguatamente e, al contrario degli statisti che nel governo sostennero l’assalto, lui cedette alla sua rivelata debolezza di uomo politico. Così, di fronte alla questione se prendere o meno Roma difesa dalla Francia quasi sconfitta, egli fu ancora anti-interventista. Ma quando il governo italiano si decise ad attaccare, Govone fu meticoloso nel predisporre con il generale Raffaele Cadorna tutti i particolari per la conquista della capitale pontificia.
Sono di quel periodo i primi segni di squilibrio mentale che si concretizzarono in un ordine impartito a Cadorna di spostare il corpo d’armata che doveva prendere Roma nella zona di Orvieto, per avanzare sulla città percorrendo la sponda destra del Tevere. Ma l'ordine venne impartito il 7 settembre: il ministro della guerra aveva dato le dimissioni per motivi di salute il 6. Pochi giorni dopo Govone partì per Cossila, località rinomata all'epoca per la sua tranquillità e per la cura delle malattie nervose.

### La malattia e la morte (1870-1872)
In questo periodo i suoi amici lo andarono a trovare più volte. Sella, in particolare, fu sempre abbastanza pessimista sulla possibilità di ripresa di Govone che continuava ad accusarsi di essersi comportato tanto male da meritare il sequestro di ogni suo bene.
Nel 1871 ci si rese conto che non sarebbe mai più tornato l’uomo che era stato un tempo. Trascinò quindi la sua esistenza nelle due case familiari di Alba e Isola d'Asti, fino alla morte avvenuta il 26 gennaio 1872, a 46 anni. Sulle cause del decesso calò inizialmente una cortina di riservatezza, e solo abbastanza recentemente si è avanzata l'ipotesi, da parte ad esempio dello storico militare Piero Crociani, del suicidio. L'atto di morte non indica alcuna causa del decesso, ma il fatto che porti la firma di due testimoni invece che di uno può far pensare a una causa violenta.

## La memoria
Il Liceo Classico di Alba, che contribuì a fondare, porta il suo nome. Sempre ad Alba nel 2000 è stata ricostruita la statua equestre di Govone che fu realizzata nel 1929 da Arturo Stagliano e che era stata fusa durante la seconda guerra mondiale per scopi bellici.

## Onorificenze
Giuseppe Govone fu insignito di numerose onorificenze. Queste quelle che compaiono in ordine cronologico sul suo Stato di servizio. 

### Esplicative
1. ↑  Cioè quella occidentale dato che il fiume scorre da nord verso sud.
2. ↑  “È una vergogna che voi e questa gente vi esponiate così. L'abc del mestiere dell'ingegnere è di mettersi al riparo”. Govone rispose: “E l'abc del mestiere del soldato è di mostrare alla truppa di avere sangue freddo”. In Contaretti, p. 44.
3. ↑  Dipinto di Richard Caton Woodville Jr. (1856-1927).
4. ↑  Nel suo rapporto a La Marmora Govone scrisse: “La cavalleria inglese non esitò ad avanzare […] Appena la prima linea ebbe percorso duecento passi, le batterie [russe] di destra, di sinistra e di fronte aprirono un terribile fuoco incrocicchiando, come si attendeva e che fu calcolato in di 30 bocche a fuoco. Le prime scariche di granate, palle e shrappnells furono il primo istante alte; ma tosto una grandine di mitraglia e di proiettili di ogni specie non più interrotta, a cui si aggiunse il fuoco di fanterie delle ridotte, piovve su tutta la linea della cavalleria inglese, senza interruzioni di un minuto secondo. Ogni colpo coglieva e rovesciava uomini e cavalli. I rimanenti mantenevano il loro galoppo, senza che pure uno pensasse a ritenere solo il suo cavallo. La cavalleria, prima e seconda linea, sotto quel fuoco oltrepassò la batteria di destra, oltrepassò la batteria di sinistra che la prese allora di schiancio e quasi distrutta giunse sulla batteria di fronte, sciabolò gli artiglieri sui pezzi, oltrepassò la batteria stessa e tutta la profondità delle linee russe ammassate dietro fra gli intervalli. Il 17° [Reggimento] Lancieri si trovava ridotto a pochi uomini, il 4° Dragoni più che dimezzato […] Questa carica della cavalleria leggiera inglese è piuttosto unica che rara: senza scopo e senza risultato, fu tuttavia un’ammirabile prova della solidità della cavalleria inglese, ma costò la massima parte della forza […]”. In Govone, pp. 80-81.
5. ↑  Dipinto del 1859 di Adolphe Yvon.
6. ↑  I messaggi a Milano dovevano essere inviati a un maestro di canto e i vari personaggi austriaci apparivano sotto il nome di famosi cantanti: quando si parlava del “tenore Giuglini” si intendeva in realtà Gyulai, quando della “prima donna Hennet” si intendeva Hess, quando del “baritono Walter” del generale austriaco Karl von Wallmoden-Gimborn (18792-1883), quando del “tenore Stecchi” del generale Philipp von Stadion, e quando del “tenore Urbano” del generale Karl von Urban. Analogamente, quando nei dispacci si parlava di “soprano” si doveva intendere la fanteria, quando di “contralto” della cavalleria, quando il “basso” dell’artiglieria, eccetera. “L’impresario” era il generale e “1.000 franchi” corrispondevano a 1.000 soldati; “andare avanti” significava truppe austriache verso il Piemonte e “rompere le trattative”: allontanamento di truppe austriache dal Piemonte. In Contaretti, p. 69.
7. ↑  Disse Cialdini: ”Il Ministro della Guerra non può rimanere al suo posto perché non gode della fiducia dell’esercito […] Ora il Ministro della Guerra declinò completamente quel mandato soffocando nell’animo suo ogni affetto, ogni cara memoria della famiglia militare, spogliandosi quasi del suo carattere e delle sue qualità di generale, si mostrò sollecito soltanto delle finanze e della rendita pubblica, tenero dei contribuenti, fanatico delle economie, ma dimentico affatto degli interessi dell’esercito […] ma egli non ebbe soltanto la mano ingrata, ebbe pur anco la parola crudele”. In Contaretti, p. 151.

### Bibliografiche
1. ↑  Contaretti, p. 9.
2. ↑  Contaretti, pp. 10-11.
3. ↑  Contaretti, pp. 13-16.
4. ↑  Contaretti, p. 17.
5. ↑  Contaretti, p. 18.
6. ↑  Giglio, p. 166.
7. ↑  Pieri, pp. 199-200, 202.
8. ↑  Contaretti, pp. 18-21.
9. ↑  Contaretti, p. 22.
10. ↑  Contaretti, pp. 23-24.
11. ↑  Contaretti, pp. 23-27.
12. ↑  Contaretti, p. 28.
13. ↑  Contaretti, pp. 28-30.
14. ↑  Contaretti, pp. 31-33.
15. ↑  Contaretti, pp. 36-37.
16. ↑  Ffrench Blake, pp. 13-15, 147.
17. ↑  Contaretti, p. 39.
18. ↑  Contaretti, pp. 41, 43-44.
19. ↑  Ffrench Blake, p. 20.
20. ↑  Contaretti, p. 46.
21. ↑  Contaretti, p. 47.
22. ↑  Contaretti, pp. 47-48.
23. ↑  Contaretti, pp. 49-51.
24. ↑  Contaretti, p. 53.
25. ↑  Contaretti, pp. 53, 55.
26. ↑  Contaretti, p. 58.
27. ↑  Contaretti, pp. 61-62.
28. ↑  Contaretti, pp. 63-64.
29. ↑  Ffrench Blake, p. 130.
30. ↑  Contaretti, p. 67.
31. ↑  Contaretti, pp. 68-69.
32. ↑  Contaretti, pp. 71-73.
33. ↑  Contaretti, pp. 73-74.
34. ↑  Contaretti, pp. 75-77.
35. ↑  Schneid, p. 89.
36. ↑  Contaretti, pp. 77-79.
37. ↑  Contaretti, pp. 12, 79.
38. ↑  Contaretti, p. 81.
39. 1 2  Contaretti, p. 82.
40. ↑  Contaretti, p. 84.
41. ↑  Contaretti, p. 85.
42. ↑  Contaretti, p. 86.
43. ↑  Contaretti, pp. 88-89.
44. ↑  Contaretti, pp. 90-93.
45. ↑  Contaretti, pp. 93-96.
46. ↑  Contaretti, p. 96.
47. ↑  Contaretti, pp. 99-101.
48. ↑  Contaretti, pp. 101-106.
49. ↑  Contaretti, pp. 108-109.
50. ↑  Contaretti, p. 109.
51. ↑  Contaretti, p. 110.
52. ↑  Pieri, p. 752.
53. ↑  Contaretti, p. 113, 117.
54. ↑  Pieri, p. 753 e cartina fra p. 754 e p. 755.
55. ↑  Pieri, pp. 753-754.
56. ↑  Contaretti, p. 118.
57. ↑  Contaretti, pp. 118-120.
58. ↑  Contaretti, p. 120.
59. ↑  Contaretti, pp. 120-121.
60. ↑  Contaretti, p. 121.
61. ↑  Contaretti, pp. 122-123.
62. ↑  Pieri, p. 758.
63. ↑  Contaretti, pp. 124-125.
64. ↑  Contaretti, pp. 125-126.
65. ↑  Contaretti, pp. 127-130.
66. ↑  Contaretti, p. 131.
67. ↑  Contaretti, pp. 133-137.
68. ↑  Contaretti, pp. 143-145.
69. ↑  Contaretti, pp. 146-147.
70. ↑  Contaretti, pp. 148-150.
71. ↑  Contaretti, pp. 150-151.
72. ↑  Contaretti, pp. 152, 157.
73. ↑  Contaretti, pp. 158-159.
74. ↑  Contaretti, p. 166.
75. ↑  Contaretti, pp. 168-169.
76. ↑   Monumento al General Giuseppe Govone, su centrostudibeppefenoglio.it. URL consultato l'11 settembre 2022.
77. ↑  Contaretti, pp. 163-164.
78. 1 2  Sito web del Quirinale: dettaglio decorato.